# Generația sandwich
Generația sandwich este o generație de oameni, de obicei în jur de 30 sau 40 de ani, care au în grijă atât părinți în vârstă, cât și copii.
Potrivit Pew Research Center, unul din opt americani, cu vârste între 40 și 60 de ani, în același timp își crește copiii și își îngrijește unul sau mai mulți părinți sau socri; plus cei șapte până la zece milioane de adulți care au în grijă de la distanță părinți în vârstă. Statisticile US Census Bureau indică faptul că numărul americanilor în vârstă de 65 de ani sau mai în vârstă se va dubla până în anul 2030, ajungând la peste 70 de milioane. În Australia, termenul de îngrijitor sandwich neplătit este relevant pentru 2,6 milioane persoane. Cam același număr de persoane, într-o situație similară, este în Marea Britanie.
Carol Abaya, recunoscut ca expert în generația sandviș, clasifică diferitele scenarii legate de generația sandviș:
- Tradițional: cei ajunși sandwich între părinți în vârstă care au nevoie de îngrijire și/sau de ajutor și propriii lor copii.
- Club Sandwich: cei între 40 și 60 de ani, prinși între părinții în vârstă, copiii adulți și chiar nepoți, sau cei între 20 și 40 de ani, având în grijă copii mici, părinți bătrâni și bunici.
- Open Faced: oricine altcineva implicat în îngrijirea persoanelor vârstnice.[3]

Merriam-Webster a adăugat oficial termenul în dicționarul său, în iulie 2006.

## Probleme și statistici financiare
În medie, adulții din generația Sandwich generează aproximativ 10 000 de dolari și 1350 de ore pe părinții și copiii lor, combiat timp de un an. În mod obișnuit, copiii au nevoie de mai mulți bani și de îngrijire, în timp ce adulții în vârstă necesită mai mult timp și îngrijire intensivă a forței de muncă.
A deveni parte a Generației Sandwich poate pune o povară financiară imensă familiilor. În medie, 48% dintre adulți oferă un fel de sprijin financiar copiilor lor crescuți, în timp ce 27% reprezintă sprijinul lor primar. În plus, 25% își susțin și financiar părinții.
Unii dintre adulții care trăiesc în această generație de tip sandwich se confruntă cu probleme financiare în mod regulat, fiind nevoiți să susțină trei generații la un moment dat: părinții, familia lor (pe sine și soț/soție) și copiii.

## Legături externe
- en Dealing with the Perfect Storm
- en Becoming a Caregiver – a How to
- en A Survival Course for the Sandwich Generation (New York Times article on Carol Abaya)
- en The Sandwich Generation® Arhivat în 18 iulie 2018, la Wayback Machine.